# Manuel García del Moral
Manuel García del Moral y de Lamata fue un comerciante y político de la Comunidad Valenciana, España. Era miembro del Partido Liberal, sector romanonista, fue elegido diputado al Congreso por el distrito electoral de Alcalá de Henares en las elecciones generales de 1918 y 1919, y por el distrito de Sagunto en las elecciones de 1920 y 1923. Entre 1932 y 1933 fue presidente del Valencia Club de Fútbol.